# シンシア (介助犬)

宝塚駅に設置されたシンシアの銅像

シンシアは、日本の介助犬。ラブラドール・レトリバーの雌。
兵庫県宝塚市在住でコンピュータプログラマーの木村佳友に飼われていた。「シンシア」という名は、木村がアイドル歌手・南沙織のファンであることから、彼女の愛称にちなんでつけられた。なお、木村は「日本介助犬使用者の会」の会長を務め、介助犬普及活動の中心的存在として活動している。

## 概要
車椅子生活を送る木村の助けとなるべく育成団体で訓練を受け、1996年7月に介助犬となる。1998年に毎日新聞社が介助犬の法的認知を訴えるキャンペーンを行ったことから存在を広く知られるようになり、毎日新聞の地域面に掲載された「介助犬シンシア」は連載523回（1998年9月 - 2006年2月）を数える。
献身的な働きぶりは全国の人々の共感を誘い、障害を持つ人のパートナーとして広く認められ、ドラマ『シンシア 〜介助犬誕生ものがたり〜』や英語の教科書の題材にもなっている。1999年5月には宝塚市が「シンシアのまち」を宣言するなど、介助犬受け入れの機運は盛り上がりを見せ、2002年5月には身体障害者補助犬法が成立し、同年10月に施行される。こうした一連の補助犬認知運動の中で補助犬の象徴的存在として大きな役割を果たし、2003年10月には同法に基づく全国で3頭目の正式な介助犬となった。
人間なら60 - 70歳となった2005年12月に介助犬を引退して木村家で余生を送っていたが、2006年1月にひ臓に腫瘍が見つかり、緊急手術。2006年3月14日、死去。12歳。
2015年3月14日、JR宝塚駅構内に「シンシア像」が置かれた。

## 関連作品
- 写真絵本『ありがとうシンシア』（講談社）[14]
- 単行本『介助犬シンシア』（毎日新聞社）[15]
- 文庫本『介助犬シンシア』（新潮文庫）[16]
- 小冊子『介助犬シンシア』（文溪堂：てのひら文庫小学3年）[17]
- 単行本『介助犬シンシアの物語』（大和書房）[18]
- ドラマ『シンシア 〜介助犬誕生ものがたり〜』（毎日放送制作、アジアテレビ賞最優秀賞を受賞）
- CM『介護保険・シンシア編』（住友生命）[19]
- 舞台『夢をみせてよ』（兵庫県立ピッコロ劇団）　2020年2月28日～3月1日に公演[20]
- 英語教科書『三省堂　ニュークラウン』中1用（2002年度改訂版…2005年度まで採用）Lesson8 "They Are Partners"[8]
- 英語教科書『桐原書店 WORLD TREK』高1用（2003年度改訂版…2006年度まで採用）Lesson5 "Life with a Service Dog"
- 社会教科書『日本文教出版　公民的分野』中学用（2012年度改訂版）[21]
- 『あなたの風になりたい』（歌：紙ふうせん）[22]